# 尾坂力
尾坂 力（おざか つとむ、1909年5月27日 - 1992年10月11日）は、日本の翻訳家。

## 経歴
栃木県宇都宮市出身。青山学院大学英文科卒。映画字幕作成を経て、英米の推理小説を主として翻訳した。

## 翻訳
- 『モーション・ピクチュア・ライブラリー アメリカ交響楽』（ソニア・レヴイーン原作、ハワード・コッホ, エリオット・ポール脚色、新生活社） 1946？
- 『六番目の男』（フランク・グルーバー、早川書房、Hayakawa pocket books） 1956
- 『黄金の煉瓦』（A・A・フェア、早川書房、世界ミステリシリーズ） 1960、のち文庫
- 『ノーラとの一夜』（ブレッド・ハリディ、早川書房、世界ミステリシリーズ） 1962
- 『ナイトスポット作戦 』（リチャード・テルフェア、早川書房、世界ミステリシリーズ） 1966
- 『電撃フリント』（ジャック・パール、早川書房、世界ミステリシリーズ） 1966
- 『続・電撃フリント』（ブラッドフォード・ストリート、早川書房、世界ミステリシリーズ） 1967
- 『ドクター・セックス』（カーター・ブラウン、早川書房、世界ミステリシリーズ） 1967
- 『パーフェクト殺人』（H・R・F・キーティング、早川書房、世界ミステリシリーズ） 1967
- 『罪なき者を捜せ』（ロイ・ヴィカーズ、早川書房、世界ミステリシリーズ） 1967
- 『コリン・ワイズの犯罪』（マイクル・アンダーウッド、早川書房） 1968
- 『顔』（エラリー・クイーン、早川書房、世界ミステリシリーズ） 1968
- 『殺人は競売で』（カーター・ブラウン、早川書房、世界ミステリシリーズ） 1969
- 『小麦で殺人』（エマ・レイサン、早川書房、世界ミステリシリーズ） 1970
- 『イマベルへの愛』（チェスター・ハイムズ、早川書房、世界ミステリシリーズ） 1971
- 『悪魔の報酬』（エラリー・クイーン、早川書房、世界ミステリシリーズ） 1973
- 『暗い道の終り』（ドロシイ・S・デイヴィス、早川書房、世界ミステリシリーズ） 1973
- 『刑事フリービーとビーン』（ポール・ロス、立風書房） 1974
- 『ドラブル』（クライヴ・イグルトン、早川書房） 1975
- 『ハンター・キラー』（ジェフリイ・ジェンキンズ、ハヤカワ文庫） 1975
- 『ムーンレーカー号の反乱』（アントニイ・トルー、早川書房） 1976
- 『強盗心理学』（ロス・トーマス, オリバー・ブリーク、立風書房） 1976
- 『第五帝国』（ロビン・ムーア、早川書房） 1977.8
- 『ゲリラ海戦』（ブライアン・キャリスン、ハヤカワ文庫） 1978.1
- 『シナトラ 20世紀のエンターテイナー』（アーノルド・ショー、早川書房） 1978.6
- 『ジャラナスの顔』（ロナルド・ハーディ、早川書房） 1978.8
- 『けむりの島』（アントニー・トルー、パシフィカ、海洋冒険シリーズ） 1978.10
- 『破滅のプログラム』（デズモンド・ラウデン、早川書房） 1979.3
- 『南極海の死闘』（W・R・D・マクロクリン、パシフィカ、海洋冒険小説シリーズ） 1979.12
- 『9人目のスパイ』（ジョン・リー、早川書房） 1979.11
- 『ドーヴァー 2』（ジョイス・ポーター、早川書房、世界ミステリシリーズ） 1979
- 『街はおれのもの』（エド・マクベイン、早川書房） 1980.5
- 『スーパータンカーの死』（アントニイ・トルー、早川書房） 1981.3
- 『犯行現場へ急げ』（ジョン・ボール、ハヤカワ・ミステリ文庫） 1982.8
- 『スパイシップ』（トム・キーン, ブライアン・ヘインズ、伏見威蕃共訳、早川書房） 1986.9
- 『熱砂のシャドウゲーム』（ジェフリイ・ジェンキンズ、坂本憲一共訳、ハヤカワ文庫） 1990.4

### E・S・ガードナー
- 『緑色の眼の女』（E・S・ガードナー、早川書房、世界探偵小説全集） 1955、のち文庫
- 『色っぽい幽霊』（E・S・ガードナー、早川書房、世界探偵小説全集） 1955
- 『片眼の証人』（E・S・ガードナー、早川書房、世界探偵小説全集） 1956、のち文庫
- 『消えた看護婦』（E・S・ガードナー、早川書房、世界探偵小説全集） 1956
- 『弱った蚊』（E・S・ガードナー、早川書房、世界探偵小説全集） 1957
- 『寝ぼけた妻』（E・S・ガードナー、早川書房、世界探偵小説全集） 1957
- 『メッキした百合』（E・S・ガードナー、早川書房、世界探偵小説全集） 1958
- 『とりすました被告』（E・S・ガードナー、早川書房、世界探偵小説全集） 1958
- 『おとなしい共同経営者』（E・S・ガードナー、早川書房、世界探偵小説全集） 1958、のち文庫
- 『傾いたローソク』（E・S・ガードナー、早川書房、世界探偵小説全集） 1959、のち文庫
- 『黒い金魚』（E・S・ガードナー、早川書房、世界探偵小説全集） 1959、のち文庫
- 『落着かぬ赤毛』（E・S・ガードナー、早川書房、世界ミステリシリーズ） 1960、のち文庫
- 『怒りっぽい女』（E・S・ガードナー、早川書房、世界ミステリシリーズ） 1961、のち文庫
- 『おせっかいな潮』（E・S・ガードナー、早川書房、世界ミステリシリーズ） 1961
- 『美人コンテストの女王』（E・S・ガードナー、早川書房、世界ミステリシリーズ） 1967
- 『うかつなキューピッド』（E・S・ガードナー、早川書房、世界ミステリシリーズ） 1969
- 『囲いのなかの女』（E・S・ガードナー、早川書房、世界ミステリシリーズ） 1973
- 『叫ぶ燕』（E・S・ガードナー、早川書房、世界ミステリシリーズ） 1976
- 『不安な遺産相続人』（E・S・ガードナー、早川書房、ハヤカワ・ミステリ文庫） 1978.5

## 参考
- 訳書の紹介欄